# 1994 NJ1
1994 NJ1 är en asteroid i huvudbältet som upptäcktes den 12 juli 1994 av de båda japanska astronomerna Takeshi Urata och Yoshisada Shimizu vid Nachi-Katsuura-observatoriet.
Asteroiden har en diameter på ungefär 4 kilometer och den tillhör asteroidgruppen Nysa.